# アバンギャル'S
アバンギャル'S（アバンギャルズ）とは日本の女性お笑いコンビ。

## 来歴・芸風
2006年6月1日結成。翌6月2日にライブハウス「あさがやドラム」にてアバンギャル'Sとして初ライブ。コンビ名の由来は、アバンギャルドという『前衛的・型破りな』という意味と、自称ギャルが2人という意味から、たか子が命名する。なお、たか子が以前結成し活動していたバンドの名前でもあったという。
お笑いの活動の他に、音楽ライブで司会を務めることもある。その他、2009年には、ロックバンド『横濱Bay Rock Stars』のライブにチアガールとしても出演。
2010年7月13日には、目黒鹿鳴館にてロックバンド『Vagu*Project』主催のライブのオープニングアクトにもチアガールとして限定出演もしている。
たか子が奔放的なボケを見せるネタがある。以前はボケとツッコミを交換して演じるネタを披露していたこともあった。
2010年11月上旬以降、アバンギャル'Sとしての活動は約二ヶ月に一度程度とし、お笑いライブ「ファミコン道場」にてMCを務めるのみで、お笑いのネタは発表していない。
2012年12月、ブログ上にて解散を発表、2012年12月31日を以て正式に解散となる。

## メンバー
- えつ子（誕生日：12月20日 - ツッコミ担当）
香川県出身。身長157cm、血液型B型。愛称は「えっちゃん」苗字は朝倉。
以前は「杏仁DOUFU」という女芸人コンビを組んでいた（当時の相方、平井みきは後に「すきゃんぴ」を結成（2008年9月解散）。2007年11月4日の『お笑いライブTEPPEN.21 テッペンハニー』など、すきゃんぴと共演した時に、杏仁DOUFUとして再び二人で登場した時もあった）。
杏仁DOUFU解散後からアバンギャル'S結成までの間は「おきゃん」の芸名でピン芸人として活動。
『すずらん（NHK・連続テレビ小説）、『ロケット・ボーイ』『できちゃった結婚』『空から降る一億の星』（以上フジテレビ）など、テレビドラマの出演もあった。
R-1ぐらんぷり2009 2回戦敗退。
漫画好きが高じて連戦姉妹わかならと『東京手塚倶楽部(TTC)』というライブを開催し、入場者にマンガ同人誌を配布している。
R-1ぐらんぷり2011 1回戦敗退。
コンビ解散により芸能活動から引退する[4]。

- たか子（誕生日：1月13日 - ボケ担当）
東京都出身。身長163cm、血液型A型。愛称は「たかちゃん」
芸人になる前はバラエティタレントをやっていた。
関根勤が座長を務めるカンコンキンシアターにも出演している。
2011年1月、演劇ユニット男気ファンタジスタ公演「サクラ咲く　サクラ咲け」に出演。
コンビ解散後も芸能活動は継続。

## 出演

### テレビ
- 中居正広の金曜日のスマたちへ（TBSテレビ）
- 真王（テレビ埼玉） - インフォマーシャル出演
- パチるん（群馬テレビ） - インフォマーシャル出演

### その他
- カレーファン - レポーター

### ライブ
- お笑いライブ・ファミコン道場 - メインMC他
- ライブ2.0 - メインMC

など。
西田たか子#出演の節も参照。